# Seemannia nematanthodes
Seemannia nematanthodes là một loài thực vật có hoa trong họ Tai voi. Loài này được (Kuntze) K. Schum. miêu tả khoa học đầu tiên năm 1898.